# Herri Irratia
Herri Irratia (significa en euskera Radio Popular) era una pequeña cadena de radio privada que operaba en el País Vasco (España). Estaba formada por una red de seis emisoras locales que abarcaban el conjunto del País Vasco. La principal emisora del grupo era Herri Irratia Donostia de San Sebastián que daba nombre a la cadena. Las seis emisoras se agrupaban en una sociedad denominada Loyola Media. La cadena pertenecía a la Compañía de Jesús y más concretamente a la Provincia Jesuita de Loyola (País Vasco). Se trataba de una radio de tipo generalista, que emitía principalmente en castellano, aunque una parte importante de su programación es en euskera.
También en Bilbao había una radio Herri Irratia fundada en 1960 que pertenecía a Obispado de Bilbao. Actualmente es la única Herri Irratia activa y solo emite en Vizcaya.

## Historia
Las emisoras que formarían la cadena nacieron en 1961 cuando se constituyeron Herri Irratia-Radio Popular de San Sebastián en San Sebastián y Herri Irratia-Radio Popular de Loyola, fundada por Luis Terrado Mayor, en el barrio de Loyola de Azpeitia. Ambas emisoras fueron impulsadas por la Provincia de Loyola de la Compañía de Jesús. En Loyola, se encuentra la Basílica de Loyola y es el lugar de nacimiento de San Ignacio de Loyola, fundador de la Compañía de Jesús. En San Sebastián las oficinas de la emisora se encuentran anexas a la iglesia de los Jesuitas de la ciudad. Ambas emisoras se encontraban junto con Radio Popular de Bilbao (emisora perteneciente al Obispado de Bilbao) asociadas a la COPE, cadena de radio que englobaba en España a las emisoras pertenecientes a diferentes organismos de la Iglesia católica, principalmente la Conferencia Episcopal Española, pero también obispados u órdenes religiosos, como era el caso de las emisoras vascas.
El hecho de ser emisoras pertenecientes a estamentos de la Iglesia católica, les otorgó cierta carta de libertad durante los últimos años del franquismo y la Transición Española, siendo pioneras en la utilización del euskera en la radio y de la libertad de expresión radiofónica en el País Vasco.
Durante los primeros años 80 se producen intentos por parte de las emisoras vascas de la COPE de desvincularse de esta cadena, ya que esta era controlada por la Conferencia Episcopal Española, mientras que las emisoras vascas pertenecían a los jesuitas y al Obispado de Bilbao. Este hecho marcaba entre otras cosas líneas editoriales bastante divergentes entre la cadena y sus emisoras vascas, en lo referente a temas políticos e inquietudes de índole social y cultural. Sin embargo, el hecho de que la COPE a través de su sociedad Radio Popular S.A. fuera la poseedora legal de las licencias de emisión de estas emisoras impidió su desvinculación.
En 1989 el Gobierno Vasco concede a la Compañía de Jesús, la licencia para constituir una emisora de radio FM en Vitoria. Así nace Herri Irratia-Radio Álava. La particularidad de esta emisora es que la concesión es legalmente para la Compañía de Jesús y no para Radio Popular, S.A.. Este hecho unido a que dos años la COPE hubiera obtenido ya una licencia de emisora en Vitoria indicaba ya a las claras un intento más fuerte de desvinculación .
En 1993 las emisoras vascas de la COPE, excepto COPE-Vitoria creada en 1987, deciden desconectarse de la cadena COPE y realizar una programación totalmente independiente con la aspiración de crear una cadena regional. El momento fue elegido debido a que la COPE había llegado a un acuerdo con las emisoras de Radio Telebasconia que habían abandonado la cadena Antena 3 Radio y habían acordado integrarse en la COPE.
De las 6 licencias de radio que disponía la COPE en 1993 en el País Vasco, 3 pasaron a ser explotadas por las emisoras vascas y 3 por la COPE. En Bilbao y San Sebastián las emisoras locales de Herri Irratia-Radio Popular se quedaron con la frecuencia de AM, mientras que nuevas emisoras de la Cadena Cope se crearon para FM. Herri Irratia-Radio Popular de Loyola pasó a formar también del nuevo grupo, mientras que COPE Vitoria siguió vinculada a la Cadena COPE.
Una vez desvinculadas de la COPE, las emisoras vascas siguieron caminos separados. Por un lado fue Herri Irratia-Radio Popular de Bilbao, perteneciente al Obispado de Bilbao; mientras que las 3 emisoras de los jesuitas formaron una pequeña cadena de radio. 
Desde su creación la cadena Herri Irratia pasa por numerosas dificultades, ya que no forma parte de ningún gran grupo mediático (Prisa, Vocento, COPE), y cuenta con la dura competencia de las emisoras públicas del Grupo EITB en el plano de las radios de ámbito regional. Esto se ha traducido en un descenso en los índices de audiencia desde los 98.000 oyentes en 1995 a los 55.000 oyentes en 2005.
Su extensión por todo el País Vasco llegó con la creación de Radio Indautxu-Bilbao, emisora creada en 2002 en Bilbao con lo que la red de esta cadena llegaba a los tres territorios del País Vasco. Esta emisora pasó posteriormente a denominarse Loyola Media Bilbao, debido a su cambio de ubicación dentro de la ciudad, al pasar del Colegio de los Jesuitas de Indautxu al edificio Arrupe Etxea en la calle Padre Lojendio 2. Radio Indautxu es actualmente la radio colegial del citado centro educativo, y emite en la 107.3 FM, no estando englobada dentro del grupo Loyola Media.
En diciembre de 2006 la cadena inauguraba su quinta emisora Herri Irratia Eibar y el 15 de julio de 2008, la sexta emisora de la cadena, Loyola Media Durango, que emitía desde la localidad de Durango (Vizcaya).
El 25 de marzo de 2010 las emisoras pertenecientes a los jesuitas fue vendida al Grupo Noticias, integrándose en la cadena de radio Onda Vasca, pasando a formar la cadena Herri Irratia-Onda Vasca, manteniendo de forma provisional y hasta la nueva ordenación de la cadena, las mismas frecuencias de emisión.
Con el paso del tiempo, una vez integradas las emisoras y sus programas el nombre de Herri Irratia desaparece y solo se lo conoce como Onda Vasca.
Las seis emisoras integradas de Herri Irratia eran:
- Herri Irratia Donostia: emitía desde San Sebastián (Guipúzcoa), 94.8 FM / 1224 OM
- Herri Irratia Loiola: emitía desde Azpeitia (Guipúzcoa), 99.8 FM
- Herri Irratia Eibar: emitía desde Éibar (Guipúzcoa),90.7 FM
- Radio Álava: emitía desde Vitoria (Álava), 98.0 FM
- Loyola Media Bilbao: emitía desde Bilbao (Vizcaya), 93.5 FM
- Loyola Media Durango: emitía desde Durango (Vizcaya), 98.0 FM

A partir de 2010 la única emisora Herri Irratia activa es la de Bilbao que pertenece al Obispado de Bilbao, Herri Irratia-Radio Popular de Bilbao, y solo emite en Vizcaya.